# Praia da Cinelândia
A Praia da Cinelândia, na cidade de Aracaju, é uma praia no litoral de Sergipe. Ela está localizada na extensão da Orla de Atalaia, na Zona Sul da capital sergipana.
O local é reduto de surfistas e palco do Circuito Sergipano de Surfe e Bodyboarding.